# ジーナ (プロレスラー)
ジーナ（英：Xena、本名：ジーナ・カチョ、1997年2月18日 - ）は、オーストラリアの女性プロレスラー。シドニー出身。身長163cm、体重60kg。スターダム所属。

## 経歴
1997年ヨルダン生まれ。3歳のときに家族が「ベターライフを求めて」オーストラリアに移住する。幼少期からWWEを見ており、プロレスに魅了される。
16歳でプロレス団体へ入門しようとするも年齢制限により断念し、両親にも反対された。しかし、18歳の際にオーストラリアのプロレス団体に入門を果たす。

### インディー時代
2018年7月20日、金網マッチでのバトルロイヤル戦でデビュー。いきなり男子との混合試合であり、しばらくは男子との試合が多かった。
2018年10月6日、オーストラリアのPWAニューカッスル・プロレスでリングネームジェイナとしてデビューし、ハーレー・ワンダーランド戦に敗れる。なお、スターダム公式ではこちらがデビュー戦と扱っている。
2019年2月にFWA女子王座を獲得し、キャリア初王座を獲得。その後も4度の戴冠を果たす。

### スターダム時代
2023年3月26日、初来日し、スターダムの『CINDERELLA TOURNAMENT 2023』にて、白川未奈率いるユニット「Club Venus」の新メンバーとしてリングネームジーナとして加入。そのまま1回戦で妃南に日本マット初勝利を果たすと、3回戦でテクラに勝利。しかし、準々決勝でこの年優勝するMIRAIに敗退。
2023年6月25日、『STARDOM SUNSHINE 2023』東京都・国立代々木競技場第二体育館大会にて、シングルマッチでGod's Eyeの朱里戦に敗北した試合をもって帰国する。
2024年1月20日、『STARDOM AWARD 2023 in Takadanobaba ～DAY1 試合～』東京都・ベルサール高田馬場大会にて、試合後のリングにサプライズで現れ、Club Venusの白川未奈、月山和香、舞華、HANAKOの5人で新ユニット「E neXus V」を結成。
2024年3月9日からの、スターダムの『CINDERELLA TOURNAMENT 2024』にて、1回戦で向後桃に勝利し、2回戦で同門の月山に勝利。しかし、準々決勝で琉悪夏に敗退。
10月13日、前日の大会で負傷し欠場に入る。

## 人物
ボディーガードの仕事もしていた。

## 得意技

### フィニッシュ・ホールド
サンダー・ストラック
参戦時から使用している最大のフィニッシュ。ファイヤーマンズキャリーで相手を両肩に担ぎ上げ、投げ落とすと同時に背面から倒れ込み、突き立てた両膝に落下してきた相手の腹部を打ちつける変形のストマック・ブロック。プリンスズ・スロウンや山折りと同型。最近はアルゼンチンバックブリーカーの体勢から入ることもある。
サンダーロール
2024年5月25日に初披露。この技で羽南から勝利を飾った。

### 打撃技
チョップ
ウィル・オスプレイから若手時代に評価されたことがある。

## タイトル歴
フューチャー・レスリング・オーストラリア
- FWAヘビー級王座 : 4回

スターダム
- 第32代アーティスト・オブ・スターダム王座
  - w / 舞華＆白川未奈

## 入場曲
Maximum Thunder
2024年6月22日の国立代々木競技場第2体育館大会にて、ワールド王座挑戦を機に新入場曲に乗って入場した。
RAVE × MURDER IN MY MIND
RAVE（Dxrk）とMURDER IN MY MIND（KORDHELL）のリミックス曲。スターダム初参戦から使用していた。